# Vervolging van ahmadi-moslims
Ahmadi-moslims worden in vele landen vervolgd omwille van hun geloof, dat op sommige punten van de hoofdstromingen in de islam afwijkt. In Pakistan worden de ahmadi-moslims bij wet vervolgd.
De Ahmadiyya Moslim Gemeenschap werd in 1889 opgericht door Mirza Ghulam Ahmad in het toenmalige Brits-Indië. De wortels van de gemeenschap liggen voornamelijk in het tegenwoordige Pakistan.

## De situatie in Pakistan
Het religieuze establishment in Pakistan gaat niet akkoord met de hervormingen waar de Ahmadiyya Moslim Gemeenschap voor staat. De Pakistaanse religieuze (fundamentalistische) elite beschouwt de ahmadi-moslims als ketters (kafirs). Vele politieke leiders in Pakistan steunen de moellahs om er politiek voordeel uit te halen en gebruiken de ahmadi-moslims vaak als zondebok.

### Grondwetsherziening
In 1953 en 1974 waren er anti-ahmadiyya rellen in heel Pakistan. Eerste minister Zulfikar Ali Bhutto liet de ahmadi-moslims in 1974 officieel tot niet-moslims verklaren, en liet dit in de grondwet vastleggen. Het tweede amendement van de Pakistaanse grondwet voegde het volgende artikel toe:

Hoofdstuk 5: Interpretatie
Artikel 260 (3): In de grondwet en alle andere wetten en in alle wettelijke documenten, behalve wanneer anders duidelijk gemaakt door de context,

(a) betekent "moslim", een persoon die gelooft in de eenheid van God Almachtig, zonder voorwaarden in de absolute finaliteit van het profeetschap van Mohammed (vrede zij met hem), en die niet gelooft in, of die niet erkent als, een profeet of religieuze hervormer, eender wie claimt een profeet te zijn na Mohammed (vrede zij met hem), in eender welke zin van het woord of eender welke beschrijving ervan; en

(b) betekent "niet-moslim", een persoon die geen moslim is, waaronder personen die behoren tot de christelijke, hindoeïstische, sikh-, boeddhistische of Farsi-gemeenschap, een persoon van de Qadiani-groep of de Lahori-groep, die zichzelf "ahmadis" noemen of eender welke andere naam, of een bahai, en eender welke persoon die behoort tot één der vastgestelde kasten.

Bhutto liet de ahmadi-moslims later officieel als "minderheid" verklaren. Hierdoor mochten ze niet langer als moslim stemmen, maar moesten ze een eigen volksvertegenwoordiger kiezen als niet-moslim. De ahmadi-moslims gaan niet akkoord met hun status als niet-moslims en gaan daarom niet meer stemmen. Bhutto nam op deze manier het stemrecht van de ahmadi-moslims de facto af.

### Besluit XX
Onder generaal Mohammed Zia-ul-Haq werd de strafwet gewijzigd door de uitvaardiging van het Besluit XX in 1984, waarmee de ahmadi-moslims strafrechtelijk vervolgd kunnen worden. Besluit XX voegde artikels 298B en 298C toe aan het Pakistaanse strafwetboek:

Artikel 298B: Het misbruik van bijvoegsels, beschrijvingen, titels, enz., die gereserveerd zijn voor heilige personen of plaatsen.

(1) Eender welke persoon van de Qadiani-groep of de Lahori-groep (die zichzelf "ahmadis" noemen of eender welke andere naam) die, in woorden, gesproken of geschreven,
(a) naar een persoon die geen kalief is of een metgezel van de heilige profeet Mohammed (vrede zij met hem) verwijst of hem aanspreekt als "ameerul mumineen", "khalifatul-mumineen", "khalifatul-muslimeen", "sahaabi" or "razi Allah anho";
(b) naar iemand anders dan een vrouw van de heilige profeet Mohammed (vrede zij met hem) verwijst of haar aanspreekt als "ummul-mumineen";
(c) naar iemand anders dan een familielid (ahle-bait) van de heilige profeet Mohammed (vrede zij met hem) verwijst of hem aanspreekt als "ahle-bait"; of
(d) zijn gebedsplaats "masjid" noemt of er zo naar verwijst;

zal worden gestraft met een gevangenisstraf van ten hoogste drie jaar en een boete.

(2) Eender welke persoon van de Qadiani groep of de Lahori groep (die zichzelf "ahmadis" noemen of eender welke andere naam) die in woorden, gesproken of geschreven, naar hun oproep tot het gebed van hun geloof verwijzen als "azaan", of die de "azaan" gebruiken zoals gebruikt door de moslims, zal worden gestraft met een gevangenisstraf van ten hoogste drie jaar en een boete.

Artikel 298C: Personen van de Qadiani groep enz., die zichzelf moslim noemen of die hun geloof prediken of propageren.

Eender welke persoon van de Qadiani groep of de Lahori groep (die zichzelf "ahmadis" noemen of eender welke andere naam) die, direct of indirect, zichzelf voordoet als moslim, of die zijn geloof Islam noemt, of die zijn geloof predikt of propageert, of die anderen tot zijn geloof uitnodigt door gesproken of geschreven woorden of visuele voorstellingen, of op eender welke manier de religieuze gevoelens van de moslims kwetst, zal worden gestraft met een gevangenisstraf van ten hoogste drie jaar en een boete.

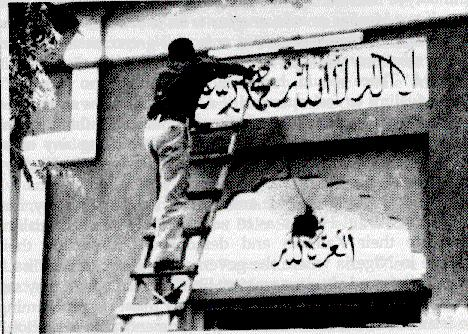
De Pakistaanse politie verwijdert de naam van de profeet Mohammed uit de Kalima van de Ahmadiyya Moslim-moskee in Faisalabad, Pakistan.

Het is volgens deze wetsartikelen niet toegestaan voor ahmadi-moslims om zich voor te doen als moslims. Dit wordt als godslastering gezien en wordt gestraft met een gevangenisstraf van 3 jaar en een boete. In het Pakistaanse rechtssysteem kan iedere burger bij de politie klacht neerleggen tegen iemand op verdenking van godslastering. Die persoon wordt dan meteen gearresteerd in afwachting van het proces. Dit wordt in Pakistan vaak gebruikt om persoonlijke vetes te beslechten. De situatie noodzaakte de vierde kalief van de gemeenschap, Mirza Tahir Ahmad, om Pakistan te ontvluchten. Het hoofdkwartier van de gemeenschap en de residentie van de kalief is nu in Londen.
In 1986 werd het strafwetboek nog verstrengd, waardoor het mogelijk werd om ahmadi-moslims te veroordelen tot een levenslange gevangenisstraf of zelfs de doodstraf op verdenking van het beledigen van de heilige profeet Mohammed. In 1993 verwierp het hooggerechtshof van Pakistan de eis van ahmadi-moslims op godsdienstvrijheid. In 1997 werd een antiterrorismewet gestemd die ook vaak tegen ahmadi-moslims gebruikt wordt, hoewel de ahmadi-moslims geweldloosheid preken.

### Rabwah
Rabwah is een stad in Pakistan die in 1948 door de Ahmadiyya Moslim Gemeenschap gesticht werd en waar 95% van de inwoners ahmadi-moslim is. Toch is ook hier de situatie hetzelfde als in de rest van Pakistan. Er is geen enkele politieagent die ahmadi-moslim is en in de gemeenteraad en het stadsbestuur zetelen geen ahmadi-moslims als gevolg van hun bij wet opgelegde minderheidsstatus als niet-moslims. In 1999 veranderde de toenmalige eerste minister, Nawaz Sharif, de naam van Rabwah naar "Chenab Nagar", tegen de wil van de bevolking in.

### Musharraf
Generaal Musharraf, voormalig president van Pakistan, had aanvankelijk beloofd om de situatie van de ahmadi-moslims te verbeteren en het misbruik van de godslasteringwetten (Besluit XX) tegen te gaan, maar onder druk van de moellahs heeft hij zijn beloftes niet waar kunnen maken.

## Internationale reacties
De westerse regeringen leveren weinig kritiek op het beleid van de Pakistaanse regering tegenover ahmadi-moslims, maar ze zijn wel degelijk op de hoogte van de schendingen van de mensenrechten, hiervan getuigen onder andere rapporten van de Amerikaanse inlichtingendienst op de website van Binnenlandse Zaken.
Amnesty International, Human Rights Watch, Human Rights Commission of Pakistan en de Verenigde Naties hebben de vervolgingen al dikwijls aangekaart.

## Buiten Pakistan
Recent verslechtert de situatie van ahmadi-moslims ook in Bangladesh en Indonesië, waar op aanstoken van fundamentalistische imams moskeeën en begraafplaatsen van ahmadi-moslims worden onteerd. Ook in andere islamitische landen wordt het steeds moeilijker voor ahmadi-moslims om hun geloof in vrijheid te belijden.
De gevolgen van de vervolging blijven trouwens niet beperkt tot Azië, en zijn soms tot in Europa te merken, al gaat het dan meer over impliciete gevolgen door het eigen maken van buitenlandse situaties. Voor België is het bijvoorbeeld zo dat, gelet op het feit dat ahmadi-moslims in Pakistan trouwen onder hun eigen burgerlijke regels (de Fiqh-Ahmadiyya) en deze burgerlijke regels niet erkend zijn door de Pakistaanse staat, het huwelijk (=niqah) ook door België zal worden verworpen als basis voor een visumgezinshereniging. Het komt dan vaak voor dat er wél een visum wordt afgeleverd voor bijvoorbeeld de minderjarige kinderen, maar niet voor de echtgenote.
De moslimgemeenschap in België heeft haar vertegenwoordigend orgaan, namelijk de Moslimexecutieve, maar geen enkele ahmadi-moslim is ooit verkiesbaar geweest, laat staan verkozen.